# Deutsche Botschaft Phnom Penh
Die Deutsche Botschaft Phnom Penh ist die diplomatische Vertretung der Bundesrepublik Deutschland im Königreich Kambodscha.

## Lage und Gebäude
Die Deutsche Botschaft Phnom Penh befindet sich mit Kanzlei und Residenz des Botschafters im Zentrum der kambodschanischen Hauptstadt Phnom Penh. Die Vertretungen von Indien und Schweden liegen in naher Nachbarschaft. Die Straßenadresse lautet: No. 76-78 Rue Yougoslavie (Street 214), Phnom Penh.
Das Außenministerium Kambodschas ist knapp 3 km entfernt östlich gelegen und in der Regel in wenigen Minuten zu erreichen. Der Internationale Flughafen Phnom Penh (früher Pochentong International Airport) liegt in gut 10 km Entfernung westlich; die Fahrt dauert in der Regel eine knappe halbe Stunde.
Bei den Gebäuden der Botschaft handelt es sich um die Baulichkeiten der früheren Botschaft der DDR in Phnom Penh. Diese gingen bei dem Beitritt der DDR zur Bundesrepublik Deutschland in das Eigentum des Bundes über und wurden Sitz der Deutschen Botschaft.

## Auftrag und Gliederung
Die Deutsche Botschaft Phnom Penh hat den Auftrag, die deutsch-kambodschanischen Beziehungen zu pflegen, die deutschen Interessen gegenüber der Regierung von Kambodscha zu vertreten und die Bundesregierung über Entwicklungen in Kambodscha zu unterrichten.
In der Botschaft werden die Sachgebiete Politik, Wirtschaft, Kultur und Bildung sowie Entwicklungszusammenarbeit (EZ) bearbeitet. In der Botschaft ist ein EZ-Referent aus dem BMZ tätig. Schwerpunkte des deutschen EZ-Engagements sind die regionale Wirtschaftsentwicklung, die Stärkung des Gesundheitssystems und die Dezentralisierung.
Das Rechts- und Konsularreferat der Botschaft unterhält eine Pass- und eine Visastelle. Es bietet konsularische Dienstleistungen für im Land ansässige deutsche Staatsangehörige an. Die Visastelle des Referats stellt Visa für kambodschanische Staatsangehörige aus.
In der Regel können Rechtsreferendare ihre Verwaltungs- oder Wahlstation an der Botschaft ableisten.

## Geschichte
Kambodscha erlangte am 9. November 1953 die Unabhängigkeit von Frankreich. Die Bundesrepublik Deutschland erkannte Kambodscha im Jahr 1956 an und eröffnete am 19. Februar 1964 ein Vertretungsbüro, das am 15. November 1967 in eine Botschaft umgewandelt wurde. Am 11. Juni 1969 kam es zum Abbruch der diplomatischen Beziehungen; die Schutzmachtvertretung lag bei Frankreich, das am 18. März 1975 jedoch auch seine Botschaft schloss. Am 19. Juli 1991 übernahm Ungarn als Schutzmachtvertretung. Daraus entstand am 14. Februar 1992 wieder ein Vertretungsbüro, das am 3. Oktober 1993 erneut in eine Botschaft umgewandelt wurde.
Ab dem Jahr 1962 unterhielt die DDR ein Generalkonsulat in der damaligen Volksrepublik Kampuchea. Nach Aufnahme diplomatischer Beziehungen am 8. Mai 1969 wurde ein Botschafter entsandt, der nach dem Staatsstreich gegen Staatschef Sihanouk wurde dieser bereits 1970 abgezogen; die Botschaft blieb bis 1974 auf Ebene eines Geschäftsträgers geöffnet. Nachdem Phnom Penh am 17. April 1975 von den Roten Khmer eingenommen wurden, musste die Botschaft der DDR wie alle anderen Botschaften ihren Betrieb einstellen. Im Jahr 1979 kam es zur Wiedereröffnung der Botschaft, die am 2. Oktober 1990 endgültig geschlossen wurde.